# Bakre Urat
Bakre Urat är ett mongoliskt baner som lyder under Bayannurs stad på prefekturnivå i den autonoma regionen Inre Mongoliet i norra Kina. Det ligger omkring 430 kilometer väster om regionhuvudstaden Hohhot.